# Имар
Имар (араб. ﺃﻳﻤﺎﺮ‎) — посёлок в Арабской Республике Египет.
Населённый пункт расположен на юге Синайского полуострова, восточнее международного аэропорта Шарм-эш-Шейх. Северо-восточнее Имара, через дорогу, находится отель Sol Cyrene, а юго-восточнее, через дорогу расположен отель Coral Beach Rotana Resort Montazah. Непосредственного выхода к морю населённый пункт не имеет.
Населённый пункт застроен трёхэтажными коттеджами и обнесён железобетонным забором. Единственный въезд расположенный в восточной стене охраняется. В северо-восточной части за пределами охраняемой территории находятся небольшой магазин, кафе и представительство одного из местных туристических агентств.